# سهره ریز شکم‌سفید
سهره ریز شکم‌سفید (نام علمی: Lonchura leucogastra) نام یک گونه از سرده سهره‌های ریز است.